# (17258) Whalen
(17258) Whalen est un astéroïde de la ceinture principale.

## Description
(17258) Whalen est un astéroïde de la ceinture principale. Il fut découvert le 29 avril 2000 à Socorro (Nouveau-Mexique) par le projet LINEAR. Il présente une orbite caractérisée par un demi-grand axe de 2,25 UA, une excentricité de 0,18 et une inclinaison de 4,7° par rapport à l'écliptique.

## Compléments